# Sunderland (Massachusetts)
Sunderland é uma vila localizada no condado de Franklin no estado estadounidense de Massachusetts. No Censo de 2010 tinha uma população de 3.684 habitantes e uma densidade populacional de 96,43 pessoas por km².

## Geografia
Sunderland encontra-se localizado nas coordenadas 42° 28′ 00″ N, 72° 32′ 49″ O. Segundo o Departamento do Censo dos Estados Unidos, Sunderland tem uma superfície total de 38.2 km², da qual 36.86 km² correspondem a terra firme e (3.53%) 1.35 km² é água.

## Demografia
Segundo o censo de 2010, tinha 3.684 pessoas residindo em Sunderland. A densidade populacional era de 96,43 hab./km². Dos 3.684 habitantes, Sunderland estava composto pelo 87.08% brancos, o 2.88% eram afroamericanos, o 0.41% eram amerindios, o 5.16% eram asiáticos, o 0.03% eram insulares do Pacífico, o 1.74% eram de outras raças e o 2.71% pertenciam a duas ou mais raças. Do total da população o 4.91% eram hispanos ou latinos de qualquer raça.